# بینگل‌راده
بینگل‌راده (به هلندی: Bingelrade) یک منطقهٔ مسکونی در هلند است که در اوندربانکن واقع شده‌است.